# Clubiona zandstrai
Clubiona zandstrai là một loài nhện trong họ Clubionidae.
Loài này thuộc chi Clubiona. Clubiona zandstrai được Alberto Barrion & James A. Litsinger miêu tả năm 1995.